# Padobranci (ili o umjetnosti padanja)
Padobranci (ili o umjetnosti padanja) kultna je predstava kazališta Mala scena u režiji Ivice Šimića, te prema broju međunarodnih nastupa najuspješnija hrvatska predstava za djecu. 

## Povijest
Premijera predstave bila je 8. ožujka 2006. na festivalu Visioni di futuro, visioni di teatro u Bologni, Italija, gdje je dočekana s ovacijama. Od tada je predstava doživjela veliki međunarodni uspjeh te je gostovala na svim važnijim svjetskim festivalima kazališta za djecu i mlade. Predstava je gostovala u nekim od najvažnijih kazališnih prostora današnjice kao što je The J. F. Kennedy Center for the Performing Arts (Washington), Sydney Opera House (Sydney) i The Barbican Center (London).
Predstava je nastala prema ideji redatelja Ivice Šimića uz veliki doprinos glumaca i plesača Larise Lipovac i Damira Klemenića. Ovom predstavom kazalište Mala scena zauzela je važno mjesto na međunarodnoj sceni kazališta za djecu.
Dana 15. studenog 2008. svečano je proslavljena 150. izvedba.

## Autorski tim
režija: Ivica Šimić

dramaturgija: Nana Šojlev

koreografija: Larisa Lipovac i Damir Klemenić

glazba: Alen Kraljić

kostimografkinja: Hana Letica

Igraju:

Larisa Lipovac (kasnije u alternaciji: Kristina Bajza Marčinko)

Damir Klemenić (kasnije u alternaciji: Tomislav Krstanović)